# اوپرا
اوپرا (به ایتالیایی: Opera) یک کومونه در ایتالیا است که در استان میلان واقع شده‌است.

## خصوصیات
اوپرا ۷٫۶ کیلومترمربع مساحت و ۱۳٬۸۸۰ نفر جمعیت دارد و ۹۹ متر بالاتر از سطح دریا واقع شده‌است.